# Antiliant sans chasse
Cette page contient des caractères spéciaux ou non latins. S’ils s’affichent mal (▯, ?, etc.), consultez la page d’aide Unicode.
L’antiliant sans chasse (abrégé ALSC ou ZWNJ en anglais) est, en informatique et en typographie, un caractère sans chasse (U+200C antiliant sans chasse, HTML : &zwnj;), qui est utilisé pour indiquer qu’une connexion cursive ou une ligature ne doit pas être faite entre deux caractères. Il ne joue pas de rôle dans la séparation des mots. Il est à comparer au liant sans chasse (LSC) qui a un rôle opposé.

## Exemple
| chaîne de caractères | résultat               | image |
| -------------------- | ---------------------- | ----- |
| ل ا                  | لا                     | 5em   |
| ل ⬚ ا                | ل‍ا                      | 5em   |
| ل ⬚ ا                | ل‌ا                     | 5em   |
| أ ي ⬚ ب ي ⬚ إ م      | أي‌بي‌إم (IBM)           |       |
| أ ي ب ي إ م          | أيبيإم (IBM incorrect) |       |

## Sécurité
Le liant sans chasse est parfois utilisé pour l’offuscation de faux noms de domaine dans les URL ou les pourriels.

## Voir
- Diacritique invisible bloquant
- Espace sans chasse
- Liant sans chasse